# Bassus helvenacus
Bassus helvenacus är en stekelart som beskrevs av Chou och Michael J. Sharkey 1989. Bassus helvenacus ingår i släktet Bassus och familjen bracksteklar. Inga underarter finns listade.